# AS Adema 149–0 SO l'Emyrne
AS Adema 149–0 SO l'Emyrne a fost un meci de fotbal jucat pe 31 octombrie 2002. Acesta reprezintă recordul mondial pentru cel mai mare scor realizat vreodată, fiind recunoscut de către Cartea Recordurilor Guinness. Clubul AS Adema din Antananarivo, Madagascar, a învins arhi-rivala sa Stade Olympique de l'Emyrne (SOE) ca rezultat al unui protest pre-determinat al celor de la SOE față de deciziile de arbitraj luate contra lor în meciul precedent din turneul play-off de 4 echipe. Scorul acestui meci a bătut recordul precedent, scorul de 36–0, stabilit la un meci din 1885 dintre Arbroath și Bon Accord.

## Prezentare
Meciul a făcut parte dintr-un turneu round-robin, play-off de 4 echipe pentru a determina campioana națională a Madagascarului. Campioană a devenit Adema, după ce SOE a remizat 2–2 cu DSA Antananarivo în penultimul meci din grupă, pe durata căruia arbitrul a acordat un penalty tardiv și disputat. Remiza rezultantă însemna că SOE a fost eliminată din cursa pentru titlu. Cu campionatul deja decis, SOE a decis să protesteze în acest mod. SOE a marcat intenționat 149 de autogoluri, spectatorii relatând că după fiecare repunere a mingii în joc - ea era introdusă în propria poartă, jucătorii adverși stând și privind amuzați. S-a raporta că spectatorii au descins la casele de bilete pentru a cere returnarea banilor.
După meci, Federația Malgașă de Fotbal l-a suspendat pe antrenorul de la SOE, Zaka Be, pe o durată de trei ani, iar patru dintre jucătorii echipei – fundașul Mamisoa Razafindrakoto, căpitan al echipei naționale de fotbal a Madagascarului, căpitanul SOE Manitranirina Andrianiaina, jucătorul Nicolas Rakotoarimanana și portarul Dominique Rakotonandrasana – au fost suspendați până la finele sezonului și le-a fost interzisă prezența pe stadioane pe aceeași perioadă. Toți ceilalți jucători, din ambele echipe, au primit avertismente. Arbitrul nu a fost pedepsit.